# ライフガード

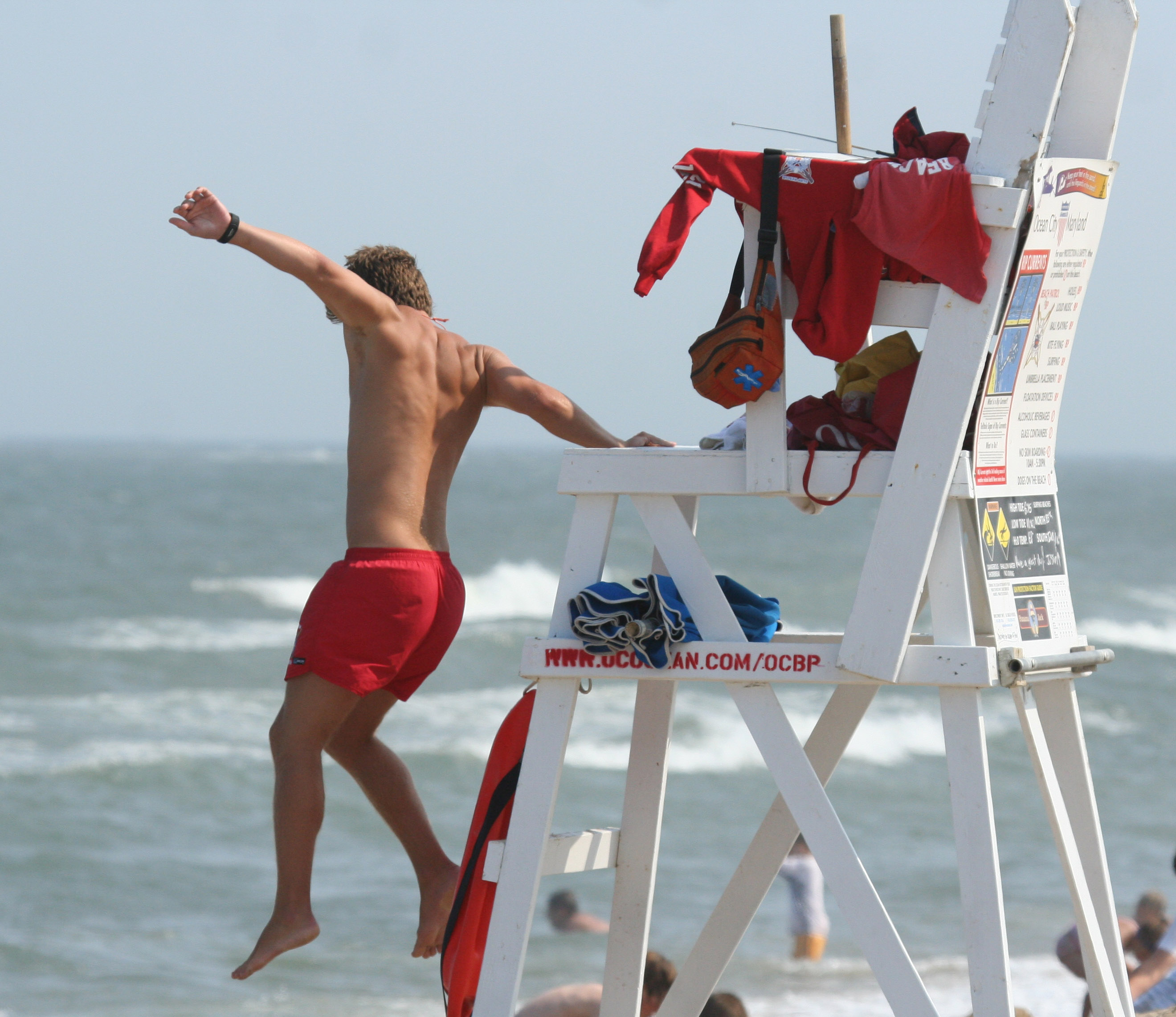
海に飛び込むライフガード。アメリカ合衆国メリーランド州オーシャンシティにて

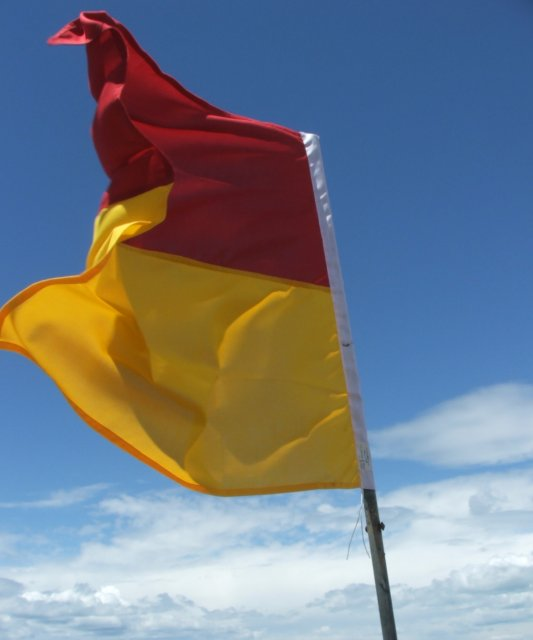
ライフガードが監視中であることを示す赤と黄色の旗（国際規定色）

ライフガード（命を守る者の意 英: Lifeguard）とはプールや海水浴場やウォーターパーク（プールや急流すべりなど水で遊べる遊園地）といった水辺でのレクリエーションを楽しむ者の安全を見守る緊急対処員である。
日本では泳力の不十分なアルバイト高校生などもライフガードと呼ばれることがあるが、本来ライフガードとは救命のプロを指す。本項では主に水難救助の歴史が長いイギリス、ライフガード発祥地であるアメリカ合衆国、ライフセービング技術の発達したオーストラリアの定義を中心に世界各国のライフガードについて述べる。

## 定義

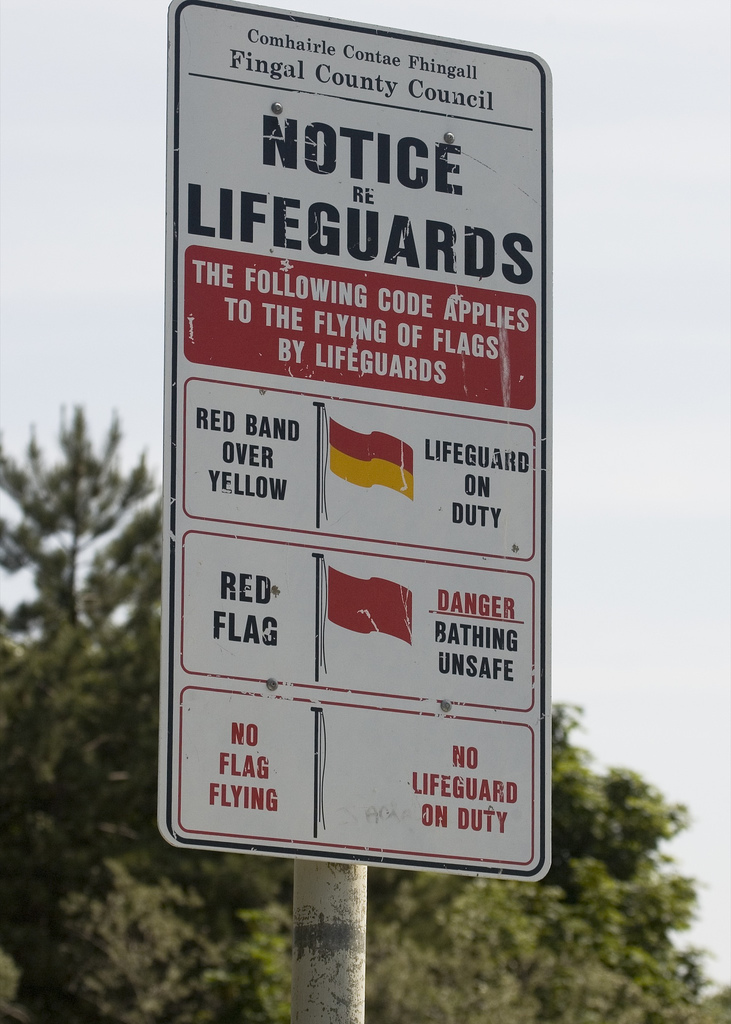
アイルランドのライフガード旗の説明

英語では通常 Lifeguard と一語の時は監視・救助を行うライフガードを指し、Life Guard の二語に分かれる時はスイスや英国の近衛騎兵ライフ・ガード連隊を意味する。欧米諸国では、水辺の安全のために地方自治体や企業に雇用されたライフセーバーをライフガードと呼ぶ。そのためライフセービング・クラブでライフガードの訓練を受け認定書を受け取る者が多い。
ライフガードは泳力があることを保証されており、溺者救助、一次救命処置、心肺蘇生法の訓練を受け認定証を保持している。それに加えてAEDや酸素吸入器など、気道確保や水難救助のための特別器具の使用に対して認定を受けた者もいる。
ライフガードの国際規定色は赤と黄色である。ライフガードまたはライフセーバーが監視中で安心して遊泳できる区域は、上半分が赤で下半分が黄色の旗2つの間(“Between the flags”)と国際的に定められている(ISO 20712)。
そのほか緑の旗は安全（遊泳可能）を意味し、黄色の旗は潮流が強いなど泳ぐのが困難な時に用いられ、赤い旗は遊泳危険または遊泳不可を示す。青い旗は遊泳区域から離れて立てられ、サーフィンなどエンジンの付いていない乗り物を用いる区域を表す。

## 海におけるライフガード

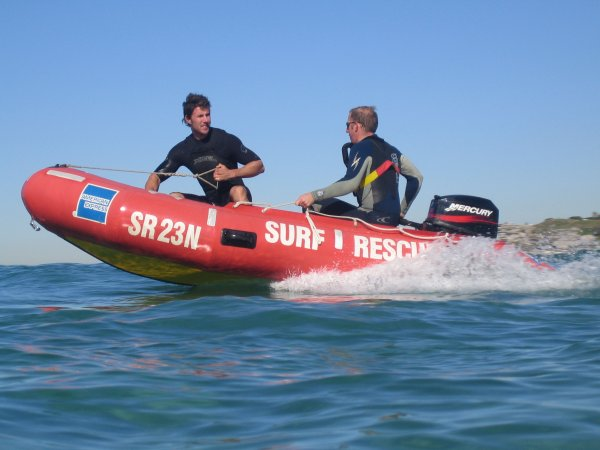
エンジン付きゴムボート(IRB)に乗るオーストラリアのライフガード

海のライフガードは通常、高い椅子や監視塔から水面を見渡したり、歩いてまたは四輪駆動の乗り物に乗って波打ち際をパトロールしている。監視塔は一般的に1人か2人のライフガードが決められた範囲の監視を担当している。使用する器具は場所によって異なるが、ふつう無線通信機器と救急箱は必ずあり、頸椎用バックボード、酸素蘇生器、AED、スキューバダイビング器具などが用意されている場合もある。
設備の整ったライフガード事業では硬い船体またはIRBと呼ばれるインフレータブル（空気でふくらませる）タイプのエンジン付きボートを所有しており、離岸流やその他の緊急事態により上手く対処できるようにしている。加えて海岸から迅速に対応できるよう、溺者を乗せられる「スレッド（ボディーボードを大型に改良したそり）」を備えた手漕ぎボートや水上オートバイを所有する場合もある。またライフガードの乗り物やパトロールボートには、双方向無線機があり、場合によっては心医療機器、酸素ボンベ、テクニカルダイビング器具が備え付けられていることもある。
地域によってはライフガードが山岳地の救助活動を行い、緊急医療隊として活動することもある。

## ライフガードの業務

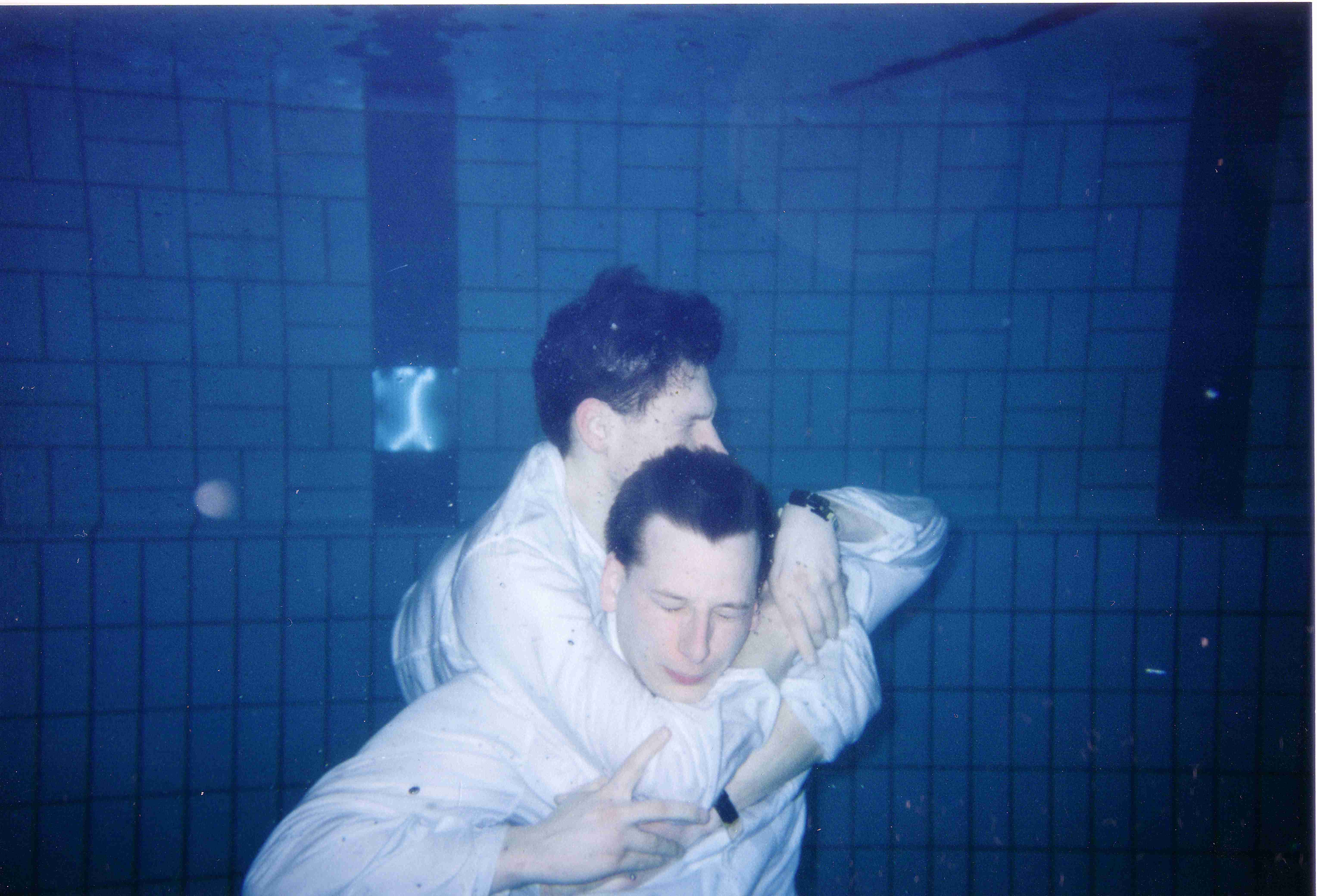
ドイツ団体DLRGによるライフガード訓練

ライフガードの中心業務は水中また陸上における事故の防止である。そのためライフガードの実力を測る実用的な基準は、救助件数や対応スピード、救助で用いたスキルではなく、溺死・事故・その他の緊急医療事態の減少や不在である。救命能力はライフガードにとって不可欠であるが、命にかかわる事態の回避能力も同様に重要である。
プールではライフガードが水泳コーチをしたり、水泳コーチがライフガードに就いたりすることがあるが、ライフガード業務は水泳コーチの仕事と同じではない。
高校生や大学生にはライフガードを楽しいバイトや夏休みの仕事と考えている者が多い。しかしライフガードは監視区域内にいる人間がいかなる危険にもさらされないよう常に警戒していなければならない。他の仕事と同じように、ライフガード業務も迅速な決断力と意思疎通能力が要求される。いつ何時問題が起こるかわからないため、ライフガードはいつも人間を水から引き上げ、人工呼吸、CPR、応急処置が行えるだけの肉体と精神のコンディションを整えておかなければならない。

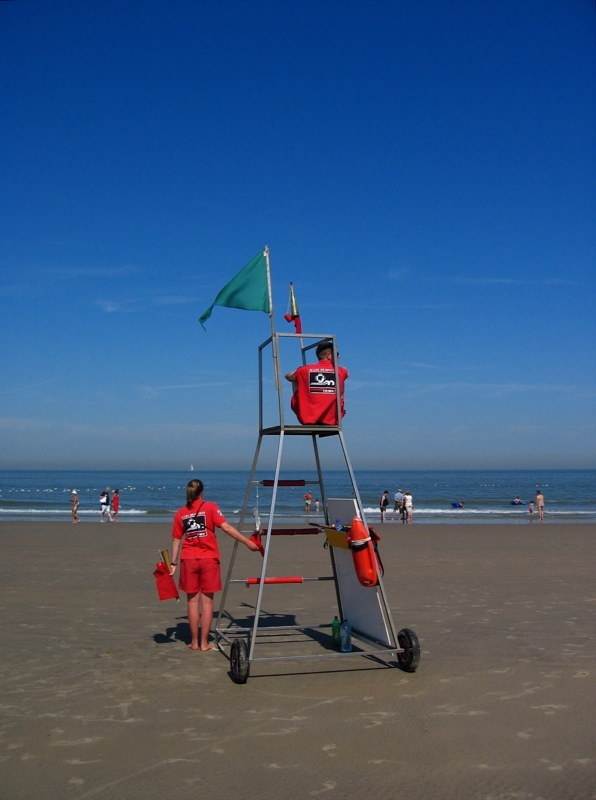
ベルギーのライフガード。緑の旗は遊泳可能であることを示す。

海、湖沼、川やウォーターパーク、プールにおけるライフガードの主たる任務は遊泳者および訪問者を監視し、規則を守ってもらい、必要であれば救助や応急処置を施すなど、彼らの安全を確保することである。第二の任務は事故や怪我があれば報告書を書き、設備が安全で清潔であるよう管理し、ライフガードの救命技能を維持するためにトレーニングを続けることである。
ライフガードは水面より高い場所や水面の高さに立つか座るかして、もがいている者、溺れている者、あるいは心臓発作、脳卒中、喘息、糖尿病、痙攣といった急な発作を起こした者がいないか監視している。監視において、泳者は以下のようなカテゴリに分けられる。
1. 水中に沈んだまま、あるいは水に入ったまま動かない者（重溺者）。この種の溺者を発見したライフガードは直ちに救助を行う。
2. 水に浮かべず息を吸おうともがいている者（軽溺者）。体が水面に対して垂直になったまま、腕も垂直に回され、足のキックも効果を成していない体勢は、本能的な水溺反応 (instinctive drowning response)と呼ばれ、ライフガードは直ちに泳者を助けに行く。溺者の多くは助けを呼んだり手を振ったりすることなく、大人は60秒、小さい子どもは20秒で水面下に沈んでしまう[2]。
3. 疲れて泳ぐのが困難になった者（疲労泳者）。助けを呼ぶ場合も呼ばない場合もある。ライフガードは通常、安全な場所へ移送する。移送後にサポートが必要な者もいる。
4. 通常の泳者（健康な泳者）

## ライフガード器材
ライフガードは様々な器具を管理し、携帯し、その使用法をマスターしていなければならない。
使用される器具の種類やスタイルは場所によって異なるが、以下の器具はライフガードが雇われている場所にたいてい備え付けられたものである。地方自治体や企業に雇用されたライフセーバーをライフガードと呼ぶため、ライフガードが使用する器材は、Lifeguardというロゴや色を除けば、ライフセービング器材と同じである。
器具の説明や画像はライフセービング#ライフセービングに使用する器材を参照

### ライフガードが携帯する器材

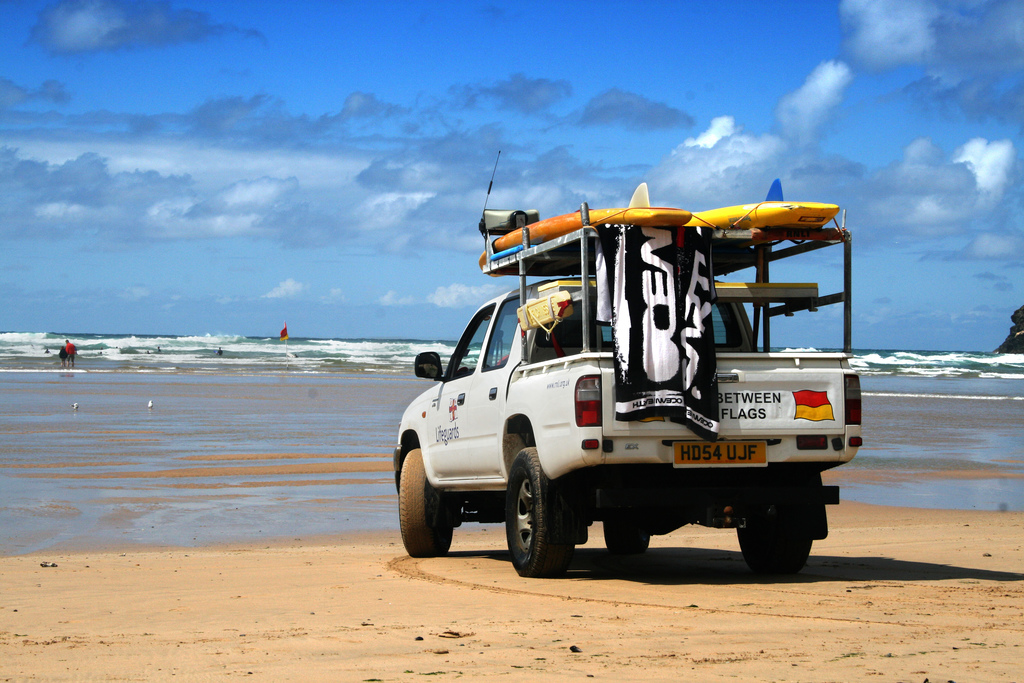
イギリスのライフガード専用車。無線機とレスキューボードが上部に、レスキューチューブが左側に見える。

ライフガードが勤務する場所によって携帯器材は異なる。プールのライフガードは以下の物を携帯する程度だが、海のライフガードはフィン、レスキューボードを持ち、水上オートバイを所有することもある
- ホイッスル
- ポケットマスク（CPRマスク）
- 小型救急箱
- レスキューチューブ
- 時計
- 双眼鏡
- サングラス
- 日焼け止め

### ライフガードの配置所に備え付けの器材
- 頸椎用バックボード
- 大型救急箱
- AED
- メガホンなどのスピーカー
- 高い椅子
- 酸素ボンベ
- 水の中から物を引き上げたりすくったりするための棒

## 各国のライフガード
イギリスのライフセービング史は18世紀にまでさかのぼるため、旧イギリス植民地であったオーストラリア、ニュージーランド、カナダ、アイルランドにはイギリスの救助組織、ロイヤル・ライフセービング協会の影響を多大に受けている。これらの国ではライフセービング活動をする者のうち、ボランティアをライフセーバー、雇用された者をライフガードと呼ぶ。ライフセーバーはトレードマークである赤と黄色の二色帽をかぶっているため大変見分けやすい。それに対してライフガードはユニフォームや器材に赤、黄、白、オレンジ、黒といった色を用いる。
日本では、ライフガードに相当する官庁は存在せず、日本ライフセービング協会がライフガード化を事業のひとつとして目指している。
アメリカ合衆国では19世紀末からライフガード職が確立されており、ライフセーバーという呼称はボーイスカウトなど一部で利用されるのみである。そのためライフセーバーはキャンディのライフセーバーズ(en:Life Savers)を指す場合が圧倒的に多い。一般的にライフセービング活動を行う者はすべてライフガードと呼ばれる。

### イギリスおよびアイルランド

#### プール・ライフガード

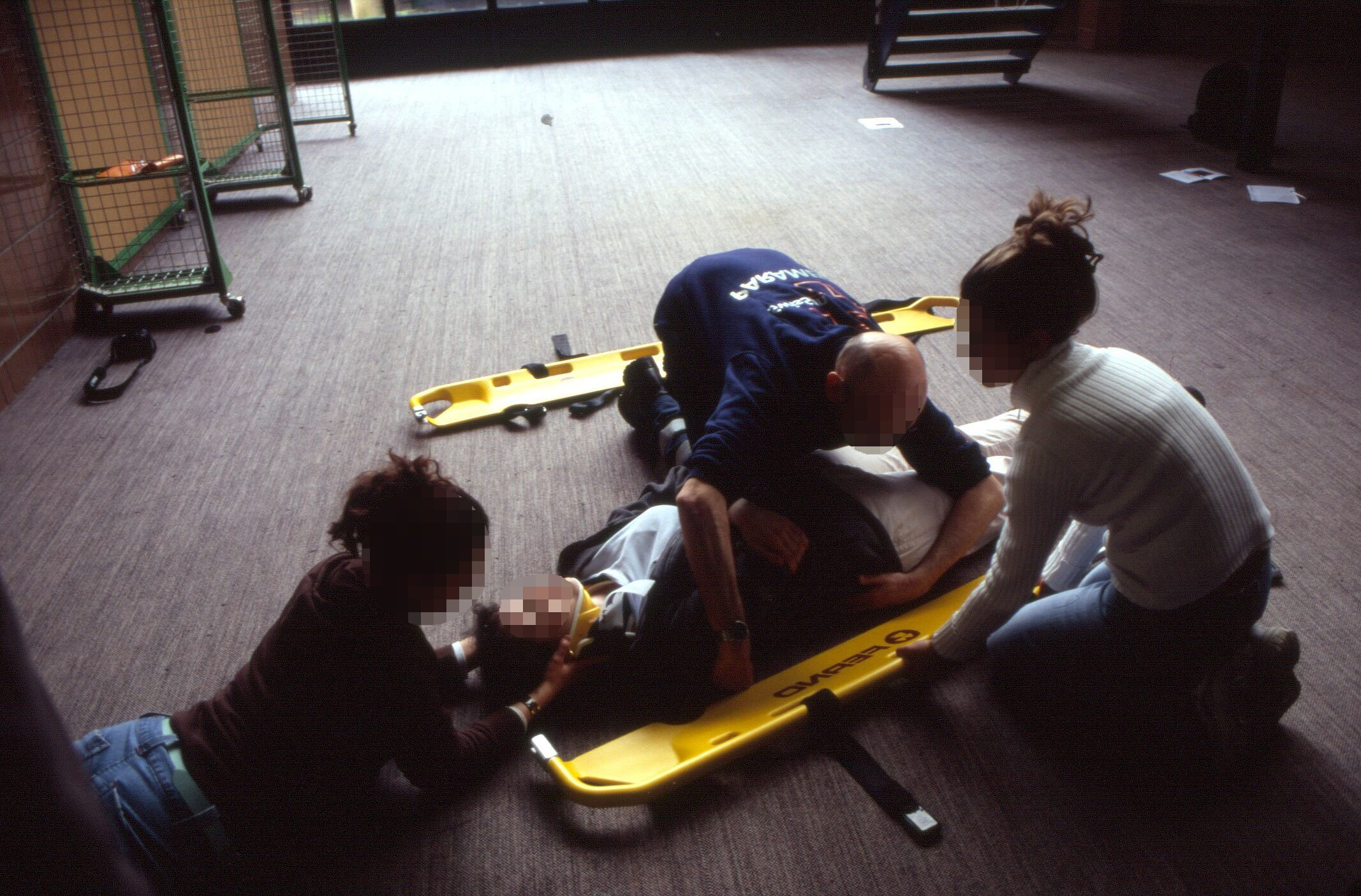
頸椎用バックボードに患者を乗せる

イギリスでは二団体がプールのライフガード訓練を行っている。ロイヤル・ライフセービング協会（en: Royal Life Saving Society UK 略称 RLSS）のナショナル・プール・ライフガード資格(en:NPLQ)と、水泳教師協会(Swimming Teachers Association)のナショナル・レスキュー・スタンダード資格(NaRS)である。近年NaRSをライフガード資格と認める施設が減っているため、現役プール・ライフガードの大多数はNPLQ資格保持者である。
NPLQ資格を取得するには、必要とされる2単位を最低38時間かけて修了する。資格は取得日から2年有効。更新には2年間に最低20時間の訓練が要求される。ライフガードを雇用する者は、イギリス安全衛生庁(en: Health and Safety Executive)のガイドラインに従って毎月1時間の訓練時間を与えなければならない。NPLQ資格を持つ者は、脊髄損傷の可能性がある負傷者を固定するために設計された救助器具、頸椎用バックボードの使用法に対する訓練を受け追加モジュールとして資格に加えることができる。
NPLQは北アイルランドとアイルランドのレジャー業界でも適応資格となっている。

#### ビーチ・ライフガード
ロイヤル・ライフセービング協会は海のライフガードに対してもナショナル・ビーチ・ライフガード(NBLQ)という資格を認定している。更新者に加えて毎年700名が新しくNBLQの資格を取得している。NBLQは改定3.1版となっており資格取得日より2年間有効である。基本NBLQ資格に追加できる多種の特殊モジュールが存在する。モジュールには超短波無線オペレータ、水上オートバイ、レスキュー・サーフ技能、パドル使用器材によるレスキュー、レスキュー・ボート（クルーまたは操縦士）、AED、CPR、酸素吸入などがある。
十分に財源の潤ったビーチ・ライフガード・サービスを提供するために王立救命艇協会による募金運動が行われている。イギリス南海岸を対象にしているが、数年後にはイギリス全土に拡大する予定である。

### カナダ
カナダのすべてのライフガードおよびライフガード助手は、非営利団体のライフセービング協会（オンタリオ州ではロイヤル・ライフセービング協会と合同 en: Royal Life Saving Society of Canada）によって資格認定された者である。
ブロンズ・クロスと呼ばれるライフガード・アシスタント資格は、ライフガードの助手として活動できるが、一人で業務に付くこと、アシスタントの数がライフガードの数を越えることは禁じられている。
ライフガード資格は1964年にライフセービング協会内で発足したナショナル・ライフガード・サービス（略称 NLS）によって発行され、唯一カナダ全土で通用する資格である。法的には認められていないが、カナダ赤十字もライフガード資格の講習会を設けている。どちらの資格が優れているかは論争の的になっているが、どちらの資格でも良しとする施設もある。
NLSの資格はプール、ウォーターパーク、水辺（ウォーターフロント）、海の4つのオプションに分かれている。どのオプションでも、その分野特有の事項を学ぶと共に、ライフガードの基本スキルやあらゆる水施設の必須知識をカバーする基本教科を修了しなければならない。
プールの数が多いため、初めての資格としてプール・オプションを選ぶライフガードが多い。ウォーターパーク・オプションは波のあるプールやウォータースライダーのある施設で働く者に適している。ウォーターフロント・オプションは湖や砂浜や波が穏やかな海辺で起こりうる事態に備えた訓練を行う。一方、サーフ・オプションでは常に波があるような荒めの海におけるライフガード技術を習得する。

### オーストラリア
オーストラリアにおいてライフガードとライフセーバーははっきり区別されている。ライフガードは海水浴場、湖、プールなど水辺のパトロールをする者として雇用されている。通常ビーチ・ライフガードは地元の地方自治体に雇用された公務員で、年間を通してビーチを監視する。
一方、オーストラリアで発展したサーフ・ライフセーバーは海を専門にするライフセーバーである。ボランティアとして気候が温暖な時期（通常9月半ばから4月末まで）の週末や休日に海辺をパトロールし、またニッパーズと呼ばれる子どもの育成プログラム、サーフ・カーニバルや冬季競泳などの行事を行っている。

### ニュージーランド
ニュージーランドにおいては、ライフガードという言葉は通常プールで雇用されている有資格者（プール・ライフガード）を意味するが、ボランティアのライフセーバーを指すこともある。
一方、海における監視・救助活動をボランティアで行うサーフ・ライフセーバーの訓練や管理はニュージーランド・サーフ・ライフセービング協会（en:Surf Life Saving New Zealand 略称 SLSNZ）が担っている。協会認定のブロンズ・メダリオンを得た者はボランティアのライフセーバーとなり、10月の労働記念日(Labour Day)から3・4月の復活祭にかけて週末に海岸をパトロールする。夏の忙しい時期にはライフガードが雇われ、平日にパトロールを行う。海においてはライフセーバー同様、ライフガードもSLSNZの管轄下にある。

### ドイツ

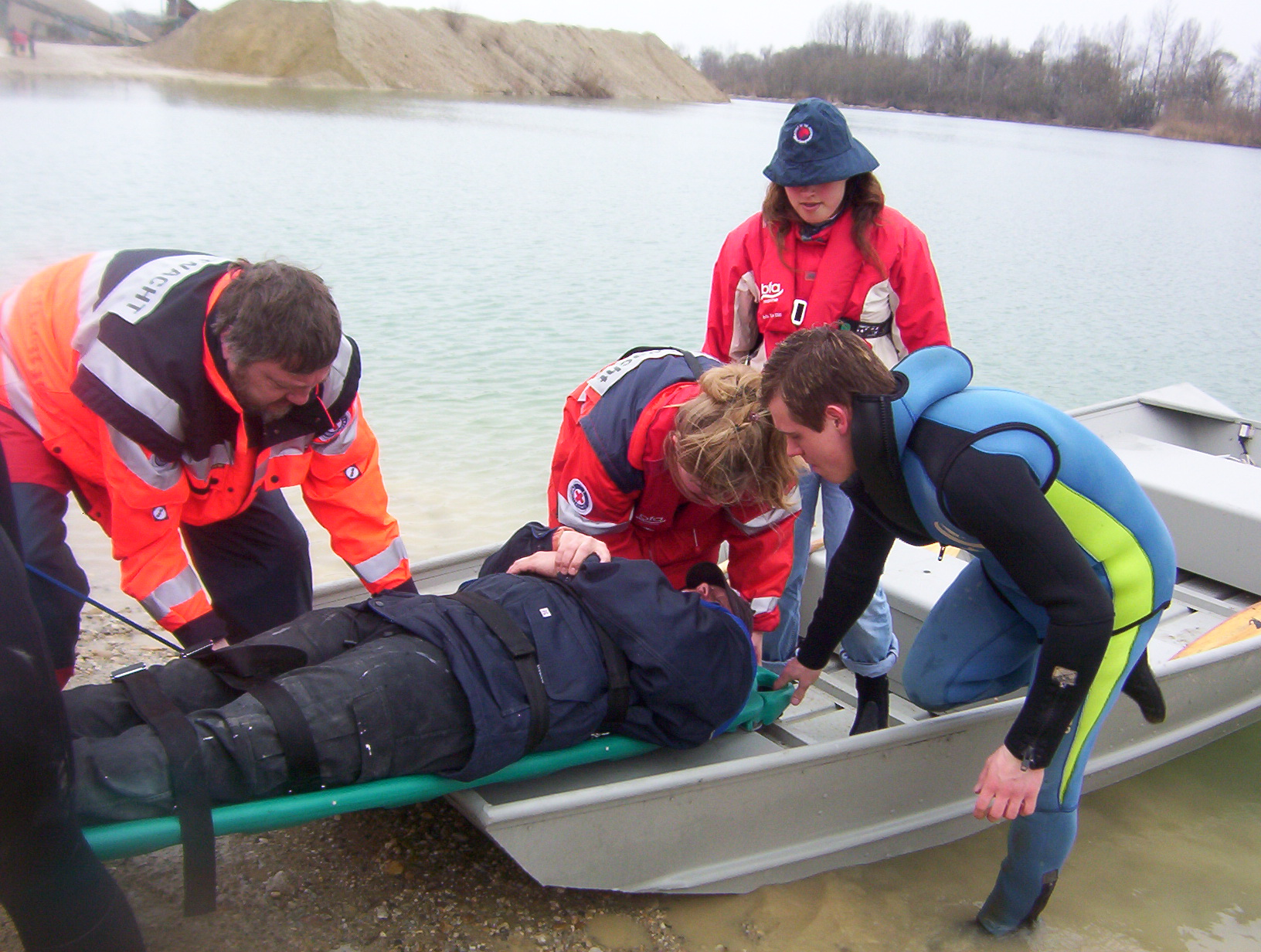
ヴァッサーヴァハトの水難訓練

ドイツでは、ライフガードが要する救助テクニックの訓練を行う施設が2つある。一つがドイツライフセービング協会(en:DLRG)という世界最大のライフセービング団体であり、もう一つがドイツ赤十字社の一組織であるヴァッサーヴァハト(en:Wasserwacht)である。

### イタリア
イタリアのライフガードは、イタリア水泳連盟(en:Italian Swimming Federation)とナショナル・ライフセービング協会(Società Nazionale di Salvamento)によって認定される。認定証はイタリア全土およびヨーロッパで通用する。認定証はプール、湖、海に分かれている。

### アメリカ合衆国
世界最初のライフガードは1892年にアメリカ合衆国ニュージャージー州アトランティックシティのビーチで雇われた。しかし同年6月20日に行った最初の仕事は、通行人の通報があるまで14歳の少年が溺れたことに気づかず沖へボートを出すのが遅れ、結果的に通りかかった水泳選手が救助している。
アメリカ全土で通用するライフガード資格は6つの団体から発行されている。アメリカ赤十字社のライフガード・トレーニング・プログラム、YMCA、スターフィッシュ・アクアティックス・インスティテュートのStarGurad、エリス・アンド・アソシエイツ社のNASCO。また海やオープンウォーター（湖や川などプール以外の水辺）のトレーニングはアメリカ・ライフセービング協会の認定機関が行っている。
一般的に、プール、スポーツ・クラブ、ウォーターパークのライフガードは施設を所有する企業や自治体に雇われる。一方、オープンウォーター（海、湖沼、川）のライフガードは自治体に雇われた公務員であることが多い。組織形態は様々で、自治体内にライフガードの部局を持つ場合もあれば、海洋・公園・娯楽に関する組織内、あるいは消防・警察組織内に設置される場合もあり、完全あるいは限定的な権限を持つ法執行官である場合も多い。
有志によるボランティアやパートタイムの職員もおり、クリント・イーストウッドは工場で勤務しつつライフガードとしても活動していた。

## ライフガード競技会
ライフガードは救助のための知識や技術を維持しなければならない。訓練の動機づけになり、懇親会も兼ねて競技会が始まった。アメリカではライフガード選手権と呼ばれるが、それ以外の国ではライフセービング競技会と呼ばれる。
大会や競技種目はライフセービング (スポーツ)を参照

## 著名なライフガード
- エディ・アイカウ - ハワイ系アメリカ人ライフガード。嵐の中、遭難船の救援を求めようとして死亡。存命中はライフガードとして多くの命を救った。
- バッファロー・ケアウラナ-エディ・アイカウの同僚。息子も著名なライフガード。ロングボードの「バッファロー・スタイル」の創始者としても知られる。

## ポップカルチャーにおけるライフガード

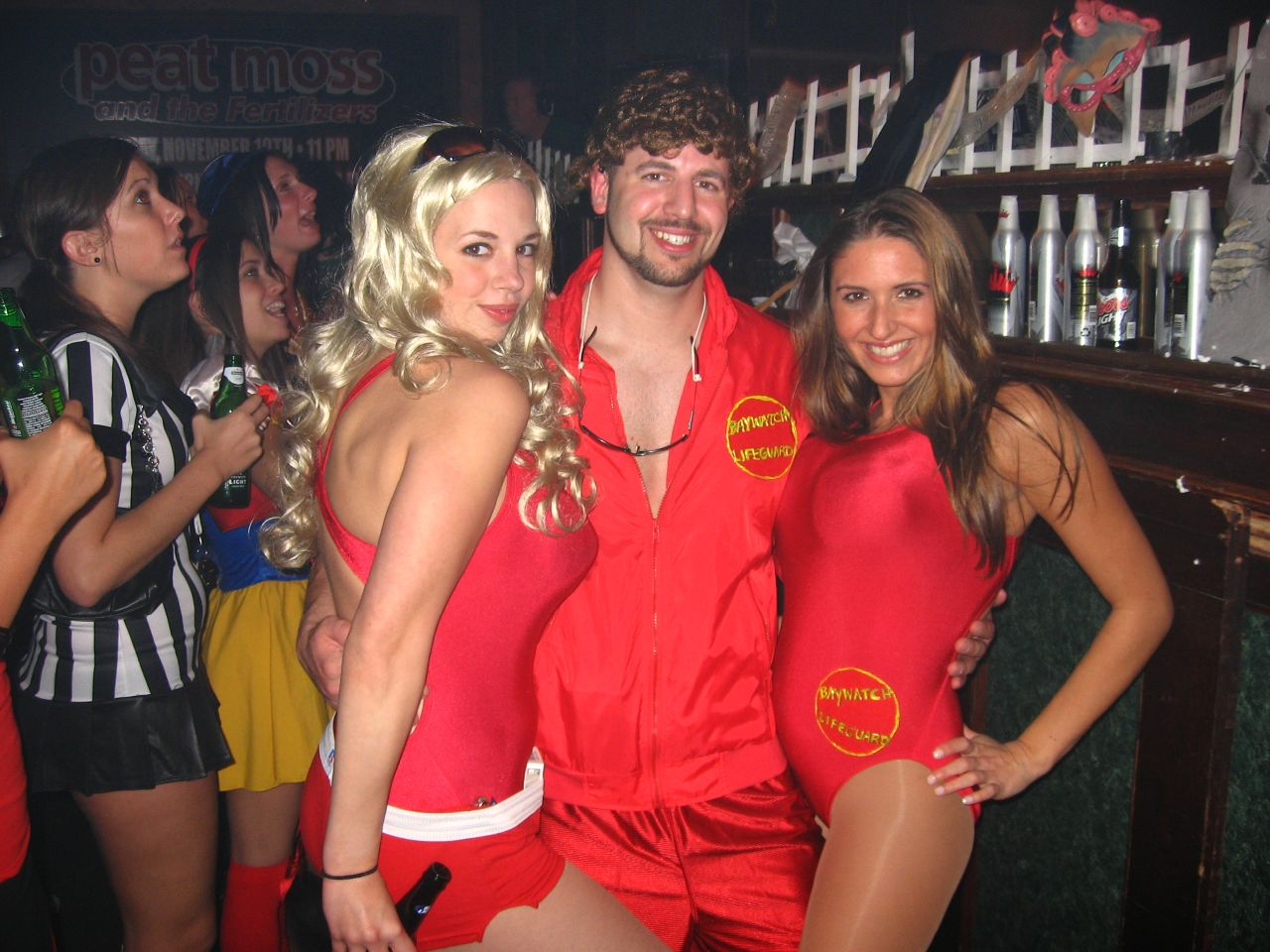
ベイウォッチ・ライフガードのコスチュームを着た男女。2006年ハロウィーン

映画やテレビ番組のポップカルチャーにおいては、ライフガードはしばしばヒーロー的扱いを受ける。最も有名な例は1989年から2001年にかけてアメリカで放映され世界で最もよく見られたテレビ番組『ベイウォッチ』(en:Baywatch)であろう。1976年制作の映画『ライフガード』ではライフガードの仕事や生き方に焦点を当てている。
しかしライフガードは通過儀礼的な仕事で、十代の若者がアルバイトとしてライフガードをした後、別の職業に移るのが常で、年配のライフガードはビーチ・バム（en:beach bum 海が好きで浜辺をうろついているヒッピー風の者。bumは酔っ払いのこと）という偏見がある。またライフガードがサーフィン文化に浸って独特の服装や言葉遣いをするという思い込みもある。そしておそらく最も一般的なのは、ライフガードやライフセーバーが筋骨隆々でセクシーだというものである。これは『ベイウォッチ』で登場人物が披露したような水着姿、鍛え抜かれた体、心肺蘇生法などが性的なイメージで捉えられがちなためである。